# Remando
Remando es el primer álbum de estudio del músico y compositor mexicano Saúl Hernández publicado en 2011 después de anunciar la separación de jaguares, para continuar su carrera en solitario
El álbum contiene una colección de 11 temas cuidadosamente creados que le permitieron a Saúl Hernández el espacio creativo para expresarse al máximo.
Grabado en un poco más de 3 semanas en Los Ángeles, "Remando" encuentra a Saúl Hernández explorando más a fondo y redefiniendo las profundidades de su pasión por su país mediante sus poderosas melodías y letras.

## Lista de canciones
| N.º | Título                    | Escritor(es) | Duración |  |
| 1.  | «Molecular»               | Hernández    | 3:46     |  |
| 2.  | «Lleváme a tu sol»        |              | 4:06     |  |
| 3.  | «Será mañana»             |              | 3:37     |  |
| 4.  | «Balcón»                  |              | 3:45     |  |
| 5.  | «Voy a hablarle al mundo» | Hernández    | 5:18     |  |
| 6.  | «Remando»                 | Hernández    | 5:30     |  |
| 7.  | «Manos de cristal»        | Hernández    | 3:11     |  |
| 8.  | «Quiero saberlo todo»     | Hernández    | 3:50     |  |
| 9.  | «Acechándote»             | Hernández    | 4:09     |  |
| 10. | «El otro lado de la vida» | Hernández    | 3:13     |  |
| 11. | «Voy a beberme el mar»    | Hernández    |          |  |

## Créditos
- Saúl Hernández - Guitarra y voz
- Marco Renteria - Bajo
- Gustavo Nandayapa - Batería y Percusiones
- Don Was - Productor
- Howard Willing - Mezcla